# Boğazkale
Boğazkale (dawniej Boğazköy) – dystrykt w prowincji Çorum, w Regionie Morza Czarnego, w Turcji.
Znajduje się w odległości 87 kilometrów od miasta Çorum. Populacja dystryktu wynosi 3648 osób (2020). Powierzchnia wynosi 245 km².
W okresie hetyckim, Boğazkale nosiło nazwę Hattusa i było stolicą imperium hetyckiego.